# Linda Kepp
Linda Kepp (épouse Ojastu ; née le 29 février 1936 - morte le 26 septembre 2006) est une athlète estonienne ayant représenté l'Union soviétique spécialiste du sprint.

## Biographie
Aux Championnats d'Europe de 1958, Linda Kepp remporte le titre sur 4 × 100 mètres au sein du relais soviétique, associée à Vera Krepkina, Nina Polyakova et Vanda Maslovskaya.
Elle participe également au 200 mètres, mais est éliminée en demi-finales.
Linda Kepp-Ojastu est la mère de Aivar Ojastu, détenteur du record d'Estonie du 400 mètres en 45 s 99, et de Annely Ojastu, qui a notamment remporté le titre sur 100 mètres aux Jeux paralympiques d'été de 1996 dans la catégorie T42-46.

### Palmarès
| Date | Compétition           | Lieu      | Résultat | Épreuve   | Performance |
| ---- | --------------------- | --------- | -------- | --------- | ----------- |
| 1958 | Championnats d'Europe | Stockholm | 1re      | 4 × 100 m | 45 s 3      |

### Records
| Épreuve    | Performance | Lieu | Date |
| ---------- | ----------- | ---- | ---- |
| 100 mètres | 11 s 8      | —    | —    |
| 200 mètres | 24 s 6      | —    | —    |